# 南小倉駅
南小倉駅（みなみこくらえき）は、福岡県北九州市小倉北区木町三丁目にある、九州旅客鉄道（JR九州）日豊本線の駅である。
城野駅から日豊本線に乗入れる日田彦山線列車も利用可能。駅番号は日豊本線がJF03、日田彦山線がJI03。

## 歴史
元々は1941年（昭和16年）に山田弾薬庫（現・山田緑地）への専用線を敷設した際、その分岐点に新設された信号場が当駅の前身である。その専用線は現在廃止され、末端部分を除きその跡地の殆どが道路となっている。

### 年表
- 1941年（昭和16年）8月20日：鉄道省の南小倉信号場として開設。
- 1943年（昭和18年）10月1日：南小倉駅に昇格[4]、旅客取扱開始、但し定期券利用の乗降客のみ扱った[1][3]。
- 1944年（昭和19年）12月1日：切符利用乗降客も利用可能となる[1][3]。
- 1970年（昭和45年）11月1日：山田弾薬庫専用線使用中止[3]。
- 1973年（昭和48年）7月31日：山田弾薬庫専用線廃止[3]。
- 1987年（昭和62年）4月1日：国鉄分割民営化に伴い、九州旅客鉄道（JR九州）の駅となる。
- 1992年（平成4年）3月3日：改札口横にコンビニエンスストア「生活列車」が開店[5]。
- 1996年（平成8年）3月29日：駅構内北側の木町弁天町一号踏切に横断地下道新設[6]。
- 2000年（平成12年）
  - 8月11日：正面改札口に自動改札機を設置し、供用開始[7]。
  - 9月29日：裏改札口に自動改札機を設置し、供用開始[7]。
- 2001年（平成13年）7月22日：駅構内のコンビニエンスストア「生活列車」が閉店[8]。
- 2009年（平成21年）3月1日：ICカード「SUGOCA」が利用可能となる[9]。
- 2017年（平成29年）3月4日：日田彦山線上り快速が石原町より各停に変更となり当駅に停車開始。
- 2022年（令和4年）3月12日：みどりの窓口営業時間短縮、7時30分 - 15時の営業となる[2]。
- 2023年（令和5年）10月1日：JR九州サービスサポートによる業務委託駅から[10]九州旅客鉄道本体による直営駅へと変更される[11]。

## 駅構造

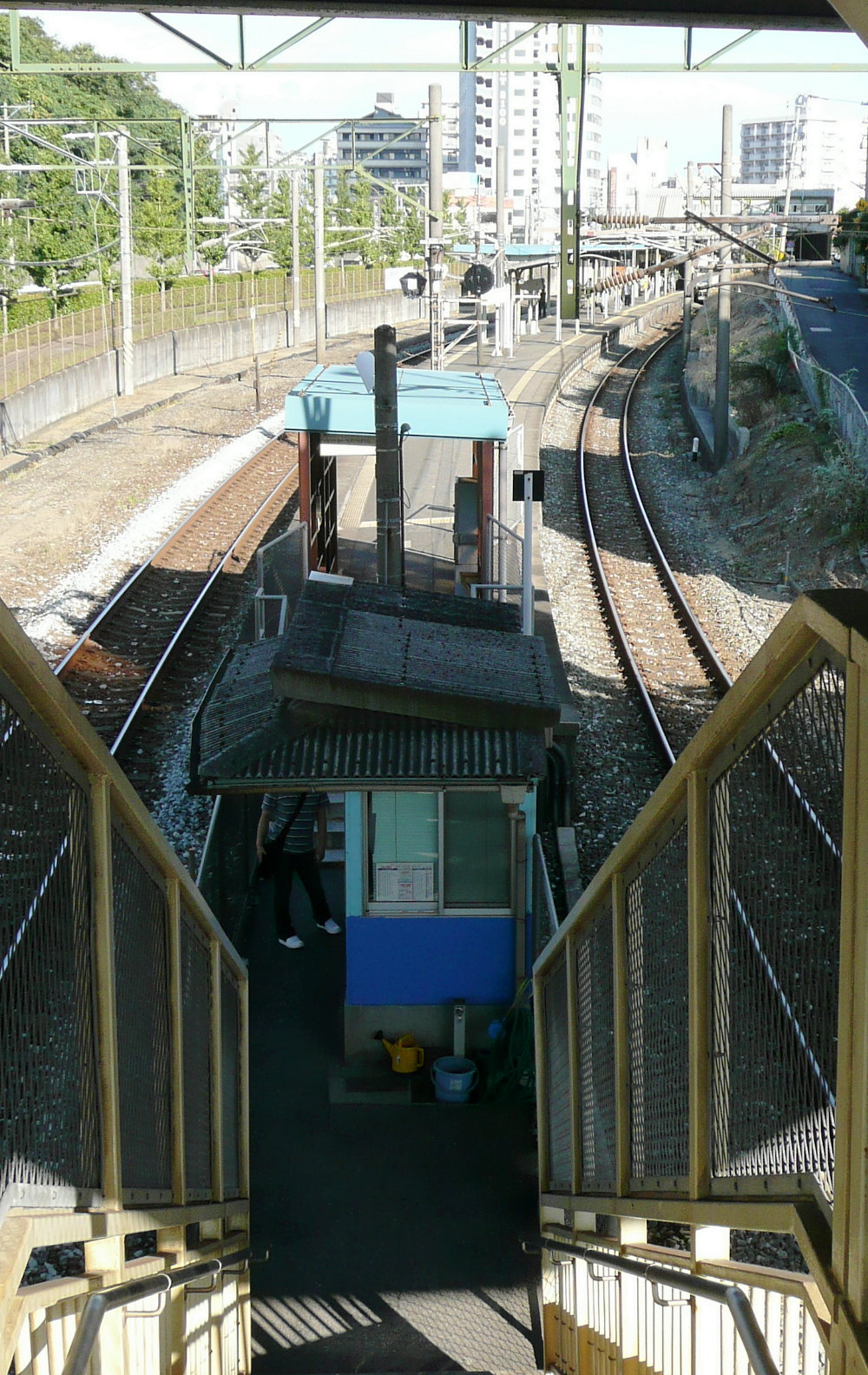
城野方にある裏改札口（2007年8月）

島式ホーム1面2線を有する地上駅。橋上駅舎を備える。正面改札口は地上に位置し、ホームとは跨線橋で連絡している。1番のりばが日豊本線下り及び日田彦山線直通、2番線が日豊本線上りである。
2023年から直営駅となっている。みどりの窓口が設置されている。SUGOCAが使用が可能である。
1992年3月から改札口横でJR九州のコンビニ「生活列車」が営業していたが、2000年から少年グループによる妨害行為が頻発したため2001年7月に閉店した。

### のりば
| のりば | 路線                         | 方向 | 行先                   |
| ------ | ---------------------------- | ---- | ---------------------- |
| 1      | 日豊本線                     | 下り | 行橋・中津・宇佐方面   |
| 1      | 日田彦山線                   | 下り | 田川後藤寺・添田方面   |
| 2      | 日豊本線 （ 日田彦山線含む） | 上り | 小倉・門司港・下関方面 |

- 日豊本線・日田彦山線共に快速停車駅。
- 日田彦山線快速列車は2017年3月ダイヤ改正までは当駅を通過していたが、それ以降、石原町駅以北区間は各停に変更された。

## 利用状況
2023年（令和5年）度の1日平均乗車人員は4,767人であり、JR九州の駅としては第45位である。
JR九州及びとうけい北九州によると、近年の1日平均乗車人員の推移は以下の通り。
| 年度   | 1日平均 乗車人員 | 出典   |
| ------ | ---------------- | ------ |
| 2000年 | 6,144            | [ 13 ] |
| 2001年 | 5,822            | [ 13 ] |
| 2002年 | 5,415            | [ 13 ] |
| 2003年 | 5,443            | [ 13 ] |
| 2004年 | 5,231            | [ 13 ] |
| 2005年 | 5,146            | [ 13 ] |
| 2006年 | 5,033            | [ 13 ] |
| 2007年 | 5,091            | [ 13 ] |
| 2008年 | 5,125            | [ 13 ] |
| 2009年 | 5,110            | [ 13 ] |
| 2010年 | 5,131            | [ 13 ] |
| 2011年 | 5,141            | [ 13 ] |
| 2012年 | 5,086            | [ 13 ] |
| 2013年 | 5,066            | [ 13 ] |
| 2014年 | 4,879            | [ 13 ] |
| 2015年 | 4,923            | [ 13 ] |
| 2016年 | 4,933            | [ 13 ] |
| 2017年 | 4,970            | [ 14 ] |
| 2018年 | 5,008            | [ 15 ] |
| 2019年 | 5,020            | [ 16 ] |
| 2020年 | 4,168            | [ 17 ] |
| 2021年 | 4,390            | [ 18 ] |
| 2022年 | 4,577            | [ 19 ] |
| 2023年 | 4,767            | [ 12 ] |

## 駅周辺
小倉北区南西部にある。付近には大学や高等学校が多く存在するため、朝夕は通勤者や通学者が多い。
- 小倉リハビリテーション病院
- 篠崎八幡宮
- 小倉総合車両センター
- 九州歯科大学
- 九州栄養福祉大学
- 西南女学院大学
- 東筑紫短期大学
- 西南女学院短期大学
- 福岡県立小倉西高等学校
- 福岡県立小倉工業高等学校
- 慶成高等学校
- 東筑紫学園高等学校・照曜館中学校
- 西南女学院中学校・高等学校
- 北九州市立篠崎中学校
- 北九州市立南小倉中学校
- 北九州市立板櫃中学校
- 北九州市立南小倉小学校
- 山田緑地（旧・山田弾薬庫）
- TOTOミュージアム
- アクロスプラザいとうづ
- 到津の森公園
- 福岡銀行南小倉支店
- 西日本シティ銀行南小倉支店
- 九州労働金庫北九州東支店
- 紫川JCT：北九州高速1号線及び4号線
- 篠崎北出入口 - 北九州高速1号線
- 紫川出入口 - 北九州高速4号線
- 国道3号
- 紫川

## 隣の駅
九州旅客鉄道（JR九州）
 日豊本線・ 日田彦山線（日田彦山線は小倉駅 - 城野駅間日豊本線）
■快速（上りのみ）・■普通
西小倉駅 (JF02/JI02) - 南小倉駅 (JF03/JI03) - 城野駅 (JF04/JI04)